# Імант Зієдоніс
Імант (Імантс) Зієдоніс (латв.: Imants Ziedonis; *3 травня 1933, Раґаціємс. - †27 лютого 2013, Рига) - латвійський поет, кіносценарист.  Також уславився як автор коротких прозових творів (епіфаній), перекладач і політичний діяч періоду руху Атмода. Один із організаторів Співочої революції, яка призвела до відновлення державної самостійності Латвії.
Кавалер Ордену Визнання та найвищої нагороди Латвії Орден Трьох зірок. 

## Біографія
Зієдоніс народився у Слокському рибальському районі. Навчався на філологічному факультеті Латвійського університету, який закінчив 1959. За десять років - Вищі літературні курси при Літературному інституті у Москві. Молодою людиною Зієдоніс працював на різних роботах - від шляховика до літературного редактора. 
Склав антологію латвійської поезії московською мовою (1974). 
За сценаріями Зієдоніса ра Ризькій кіностудії знято дві стрічки: «Хлопчик» (1977) і «Повівай, вітерець!» (1973).
Твори Зієдоніса перекладали українською мовою В. Коротич, І. Драч, В. Лучук, В. Струтинський, С. Зінчук, Ю. Петренко, П. Мовчан, Л. Копилова, І Липовецька, А. Шпиталь. Вони друкувалися у колективних збірках «Сузір'я» та «Вітрила». 
Спільно з українським письменником Віталієм Коротичем написав публіцистичну книжку «Перпендикулярна ложка» (1972). 
«Кольорові казки» Зієдоніса існують у чудовому перекладі українського поета Михайла Григоріва. 
Багато писав для дітей: «Жити – це бачити неповторність кожного вечірнього присмерку і чути, що в кожної криниці своя луна».

## Особисте життя
Дружина — Аусма Кантане, акторка Театру «Дайлес».

### Поетичні твори
- Zemes un sapņu smilts (Пісок землі і мрії). R.: LVI (1961)
- Sirds dinamīts (Динаміт серця). R.: LVI (1963)
- Motocikls (Мотоцикл). R.: Liesma (1965)
- Es ieeju sevī (Входжу в себе). R.: Liesma (1968)
- Epifānijas/ pirmā grāmata. R.: Liesma (1971)
- Kā svece deg. R.: Liesma (1971)
- Epifānijas/ otrā grāmata. R.: Liesma (1974)
- Caurvējš. R. (Протяг): Liesma (1975)
- Poēma par pienu (Поеми про молоко). R.: Liesma (1977)
- Epifānijas/ pirmā un otrā grāmata. R.: Liesma (1978)
- Man labvēlīgā tumsā. R.: Liesma (1979)
- Re, kā. R.: Liesma (1981)
- Viddivvārpa/ poēma grām. “Maize”, kopā ar L. Damianu. R.: Liesma (1982)
- Flowers of Ice. Переклад англійською мовою Барі Калагана. 1987.
- Taureņu uzbrukums (Напад метеликів). R.: Liesma (1988)
- Viegli. R.: Preses nams (1993)
- Mirkļi. Foreles. R.: Teātra Anekdotes (1993)
- Epifānijas/ trešā grāmata. R.: Preses nams (1994)
- Ceļa sentiments. R.: Nordik (2000)
- Trioletas. R.: Pētergailis (2003)

### Народні та дитячі історії
- Krāsainās pasakas. R.: Liesma (1973)
- Lāču pasaka. R.: Liesma (1976)
- Blēņas un pasakas. R.: Liesma (1980)
- Kas tas ir — kolhozs? R.: Liesma (1984)
- Sākamgrāmata. R.: Liesma (1985)
- Pasaka par bizi. R.: Jumava (1997)

### Інші твори
- Dzejnieka dienasgrāmata. R.: Liesma (1965)
- Pa putu ceļu. R.: Liesma (1967)
- Kurzemīte: 1. grāmata. R.: Liesma (1970)
- Perpendikulārā karote co-athored with Vitaly Korotiču. R.: Liesma (1972)
- Kurzemīte. Otrā grāmata. R.: Liesma (1974)
- Garainis, kas veicina vārīšanos. Raksti, runas, studijas. R.: Liesma (1976)
- Tik un tā. R.: Liesma (1985)
- Mūžības temperaments. R.: Liesma (1991)
- Tutepatās. R.: Karogs (1992)
- Ne tas kādam jāzina. R.: Pētergailis (2005)